# Souimanga éclatant
Espèce
Statut de conservation UICN

 LC  : Préoccupation mineure
Le Souimanga éclatant (Cinnyris coccinigastrus) est une espèce de passereaux de la famille de Nectariniidae.

## Répartition
Son aire de répartition s'étend en Afrique subsaharienne du Sénégal au nord-ouest de l'Ouganda.